# Universidad Martín Lutero de Halle-Wittenberg
La Universidad Martín Lutero de Halle-Wittenberg, también llamada Universidad Martín Lutero, Universidad de Halle-Wittenberg o Universidad de Halle (en alemán: Martin-Luther-Universität Halle-Wittenberg), conocida por la abreviatura MLU, es una universidad pública, orientada a la investigación, y situada en las ciudades de Halle y Wittenberg en Sajonia-Anhalt, Alemania. La Universidad de Halle ofrece cursos en alemán e inglés, conducentes a diversos grados académicos.
La  universidad fue creada en 1817 mediante la fusión de la Universidad de Wittenberg (fundada en 1502) y la Universidad de Halle (fundada en  1694). La universidad debe su nombre al reformador protestante Martín Lutero, quien fue profesor en Wittenberg. Hoy en día, la propia universidad se encuentra en Halle, mientras que la Fundación Leucorea está en Wittenberg y sirve como centro de convenciones (y hotel) de la MLU, para seminarios, así como para conferencias académicas y políticas. La Fundación Leucorea también alberga el Centro Wittenberg de Ética Global, fundado en 1998 por iniciativa de Andrew Young, exembajador de EE. UU. ante las Naciones Unidas, y Hans-Dietrich Genscher, exministro de Exteriores alemán. Tanto Halle como Wittenberg están aproximadamente a una hora de Berlín en tren de alta velocidad InterCityExpress (ICE).

## Historia
La Universidad de Wittenberg fue fundada en 1502 por Federico el Sabio, príncipe elector de Sajonia. Bajo la influencia de Felipe Melanchthon, sobre la base de las obras de Martín Lutero, la universidad se convirtió en un centro de la Reforma protestante. Algunos asistentes famosos fueron George Müller, Georg Joachim Rheticus y el —en la ficción— príncipe Hamlet de William Shakespeare, y el Doctor Fausto de Christopher Marlowe.
La Universidad de Halle fue fundada en 1694 por Federico III, Elector de Brandeburgo, que se convirtió en Federico I, Rey de Prusia, en 1701. Halle llegó a ser posteriormente un centro del pietismo en Prusia.

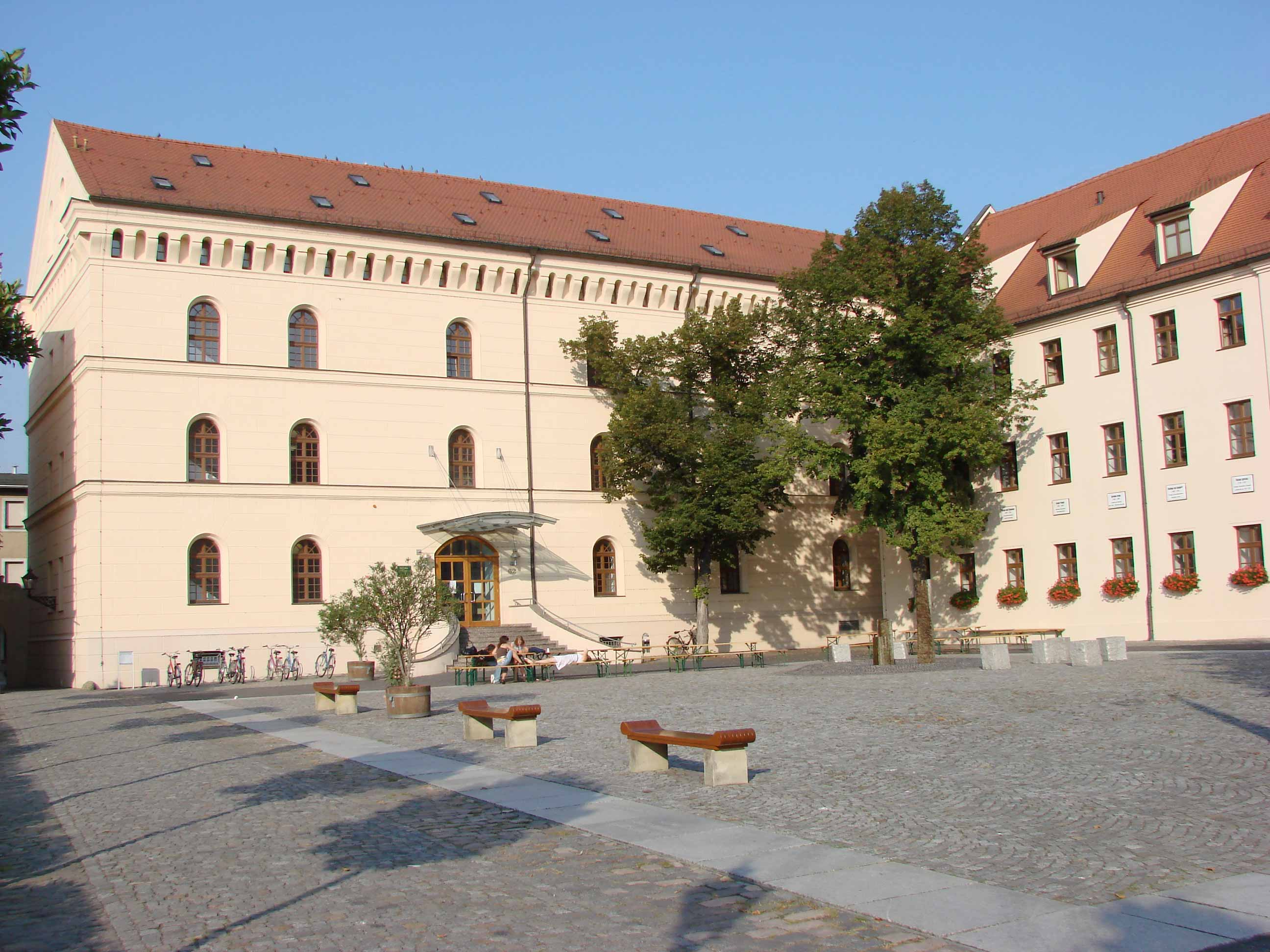
Fundación Leucorea, Wittenberg

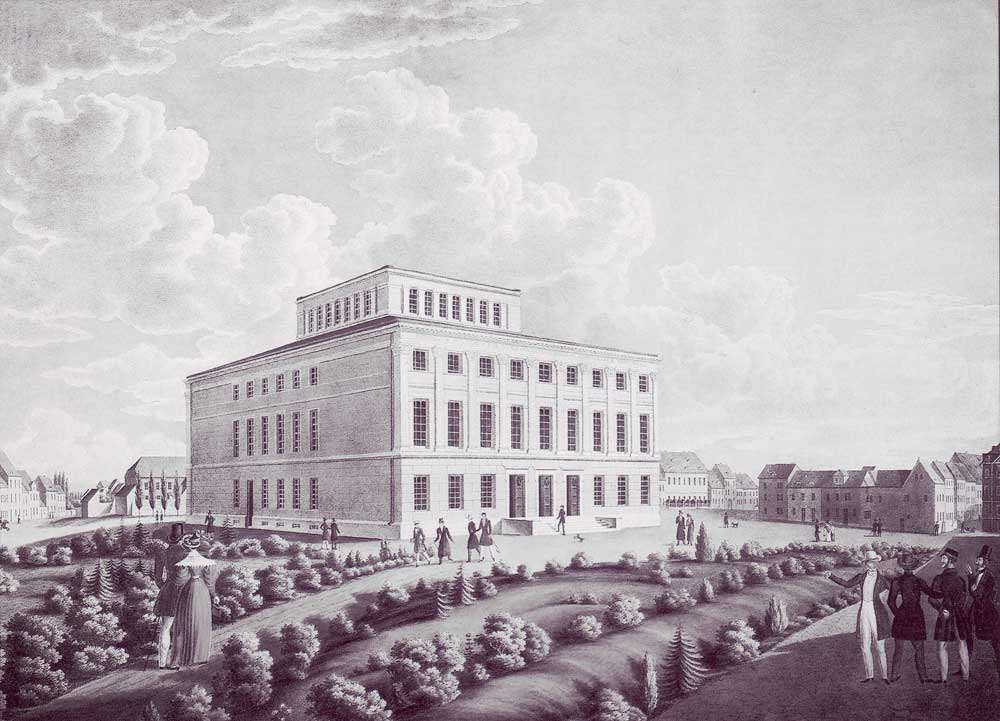
Universidad de Halle en 1836

En los siglos XVII y XVIII, las universidades fueron centros de la Ilustración alemana. Christian Wolff fue un importante defensor del racionalismo e influyó en muchos eruditos alemanes, tales como Immanuel Kant. Christian Thomasius fue, al mismo tiempo, el primer filósofo de Alemania en dar sus conferencias no en latín, sino en alemán. Él contribuyó a un programa racional de la filosofía, pero también trató de establecer un punto de vista con más sentido común, que estaba dirigido contra la superioridad indiscutible de la aristocracia y la teología.
La Universidad de Wittenberg fue cerrada en 1813 durante las Guerras Napoleónicas. La ciudad de Wittenberg fue cedida a Prusia en el Congreso de Viena de 1815, y la universidad se fusionó más tarde con la Universidad de Halle de Prusia en 1817.

## Facultades
Siguiendo la tradición académica europea, la Universidad de Halle tiene 9 facultades, que reagrupan al personal académico y a los estudiantes según su campo de estudios (a diferencia del modelo universitario anglo-sajón basado en colegios):
- Facultad de Teología
- Facultad de Derecho y Economía
- Facultad de Medicina
- Facultad de Filosofía I (estudios sociales y culturales, historia)
- Facultad de Filosofía II (lenguas antiguas y modernas, estudios de comunicación, música)
- Facultad de Filosofía III (pedagogía)
- Facultad de Ciencias Exactas y Naturales I (bioquímica, biología, farmacia)
- Facultad de Ciencias Exactas y Naturales II (física y química)
- Facultad de Ciencias Exactas y Naturales III (agricultura, geología, matemáticas, ciencias de la computación)

## Puntos de interés
- El Jardín Botánico de la Universidad Martin Luther de Halle-Wittenberg, fundado en 1698, también aloja el observatorio histórico de la universidad, construido en 1788 por Carl Gotthard Langhans.

## Instituciones de investigación cooperantes

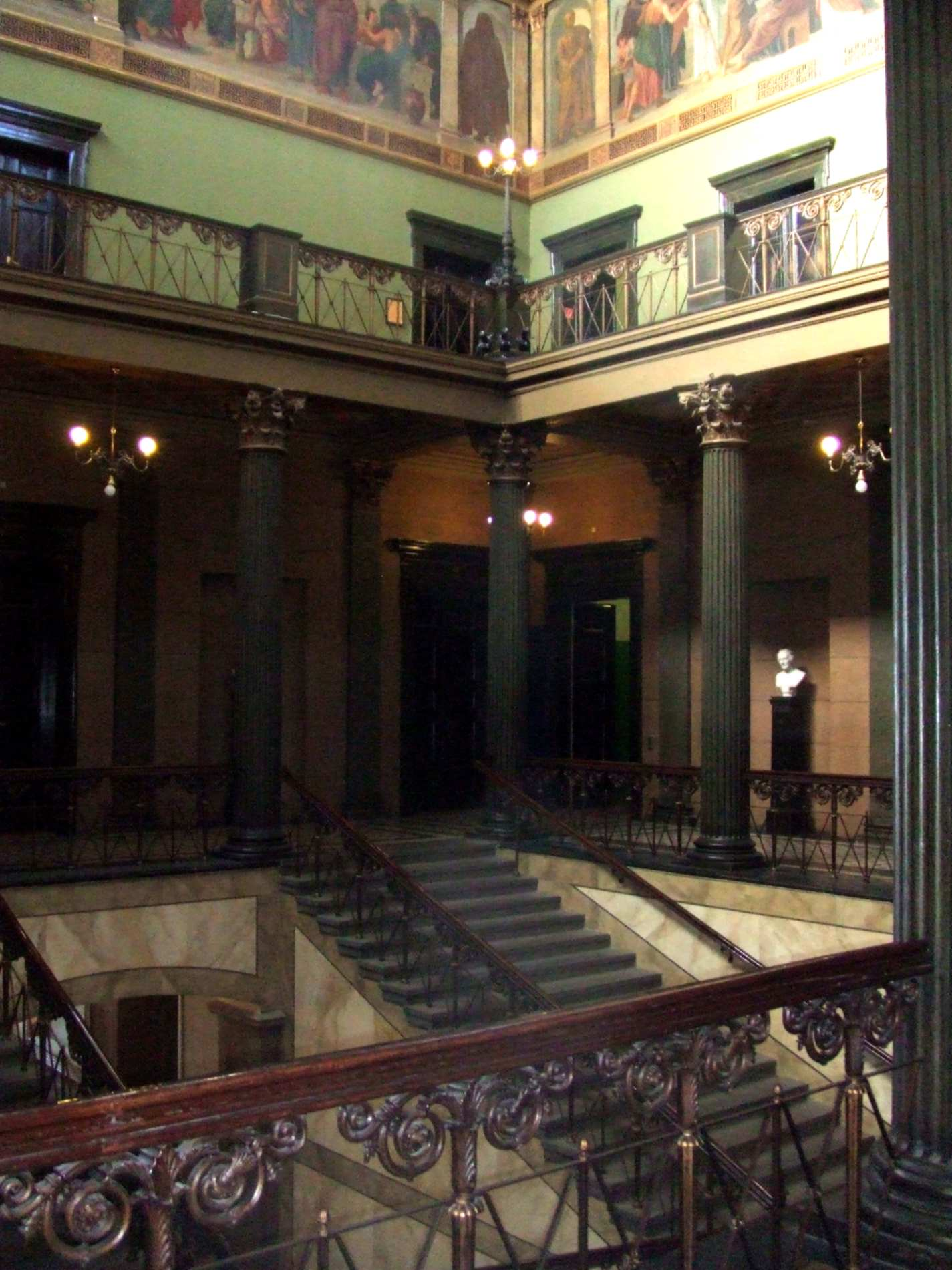
Sala de los Leones de la Universidad (Löwengebäude), decorado con frescos de estilo neoclásico.

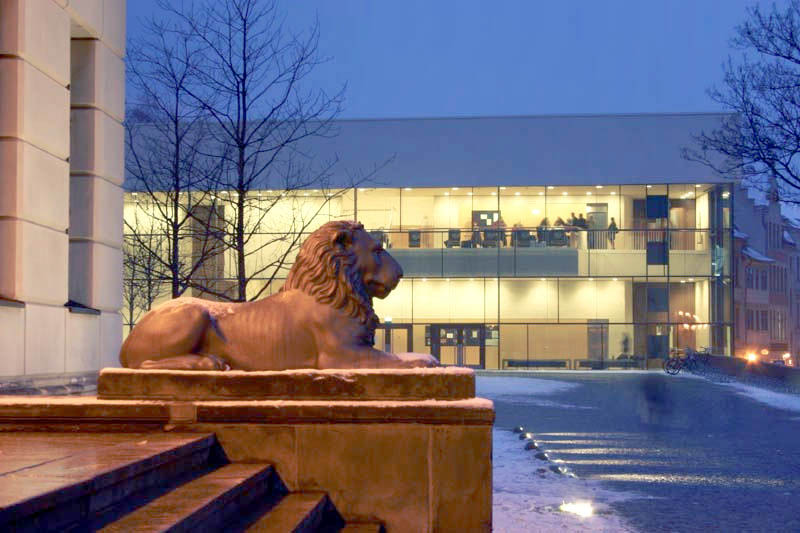
Sala de conferencias central (Auditorium Maximum, al fondo) y la entrada de la Sala de los Leones (en la parte delantera).

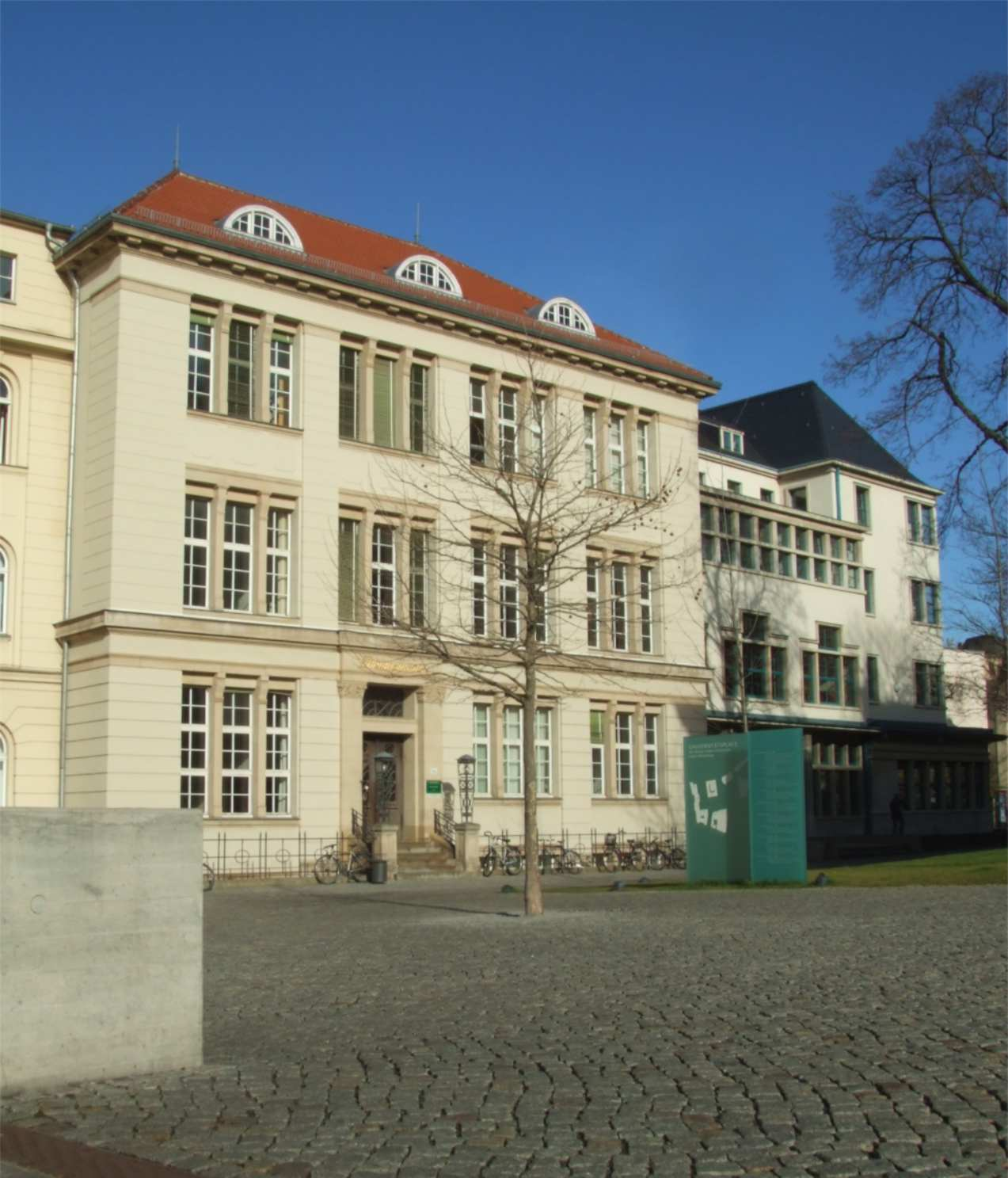
Thomasianum (oficina del presidente y canciller de la Universidad de Halle-Wittenberg).

La Universidad de Halle-Wittenberg está relacionada con muchas instituciones de investigación, que tienen vínculos ya sea institucionales o personales con la universidad, o que colaboran de vez en cuando en sus respectivos campos de estudios:
- La Academia Alemana Leopoldina de Ciencias
- El Instituto Halle de Investigación Económica
- El Instituto Frauenhofer de Mecánica de los Materiales
- El Instituto Leibniz de Desarrollo Agrícola en Europa central y oriental
- El Instituto Leibniz de Bioquímica Botánica
- La Unidad de Investigación Max Planck en Enzimología del Plegamiento de Proteínas
- El Instituto Max Planck para la Antropología Social
- El Instituto Max Planck de Física Microestructural
- El Centro Helmholtz de Investigación Ambiental

## Universidades hermanadas
La Universidad de Halle-Wittenberg tiene muchas universidades internacionales asociadas, entre ellas:
- Argentina: Universidad Nacional de La Plata
- Australia: Universidad de Queensland
- Austria: Universidad Johannes Kepler de Linz
- Canadá: Universidad de Ottawa
- China: Universidad de Tecnología Química de Beijing.
- República Checa: Departamento de Musicología de la Facultad de Filosofía de la Universidad Palacký
- Cuba: Universidad de La Habana[3]
- Francia: Universidad Charles de Gaulle - Lille III, Universidad de París X Nanterre
- Hungría: Universidad de Szeged
- India: Universidad Jawaharlal-Nehru, Nueva Delhi
- Israel: Universidad de Tel Aviv, Universidad Ben-Gurion del Negev, Universidad Bar-Ilan
- Italia: Universidad de Palermo, Universidad de Pisa, Universidad Federico II de Nápoles
- Japón: Universidad de Senshu, Universidad Sophia, Universidad de Waseda, Universidad de Keio
- Mauricio: Universidad de Mauricio
- Mongolia: Universidad Nacional de Mongolia
- Perú: Universidad Nacional Mayor de San Marcos
- Polonia: Universidad de Gdansk, Universidad Tecnológica de Silesia, Universidad Jan Kochanowski, Universidad Adam Mickiewicz de Poznan, Universidad de Ciencias Médicas de Poznan
- Rumania: Universidad Babes-Bolyai
- Rusia: Universidad Estatal de Moscú M.V. Lomonosov, Universidad Pedagógica de la Ciudad de Moscú, Universidad Humanitaria de Smolensk, Universidad del Estado de Bashkir, Universidad Estatal de Vorónezh, Instituto Conjunto para la Investigación Nuclear de Dubna
- Eslovaquia: Universidad Comenius de Bratislava, Universidad Eslovaca de Tecnología en Bratislava
- España: Universidad de Alcalá
- Sudáfrica: Universidad de Pretoria, Universidad de Stellenbosch
- Corea del Sur: Universidad Nacional Hanbat
- Siria: Universidad de Damasco, Universidad Árabe Internacional
- Estados Unidos: Universidad de Carolina del Sur, Universidad de Alabama, Universidad de Florida, Instituto de Tecnología de Illinois.

## Profesores notables
- Giordano Bruno, de 1586 a marzo de 1588
- Georg Cantor, desde 1872

## Alumnos notables

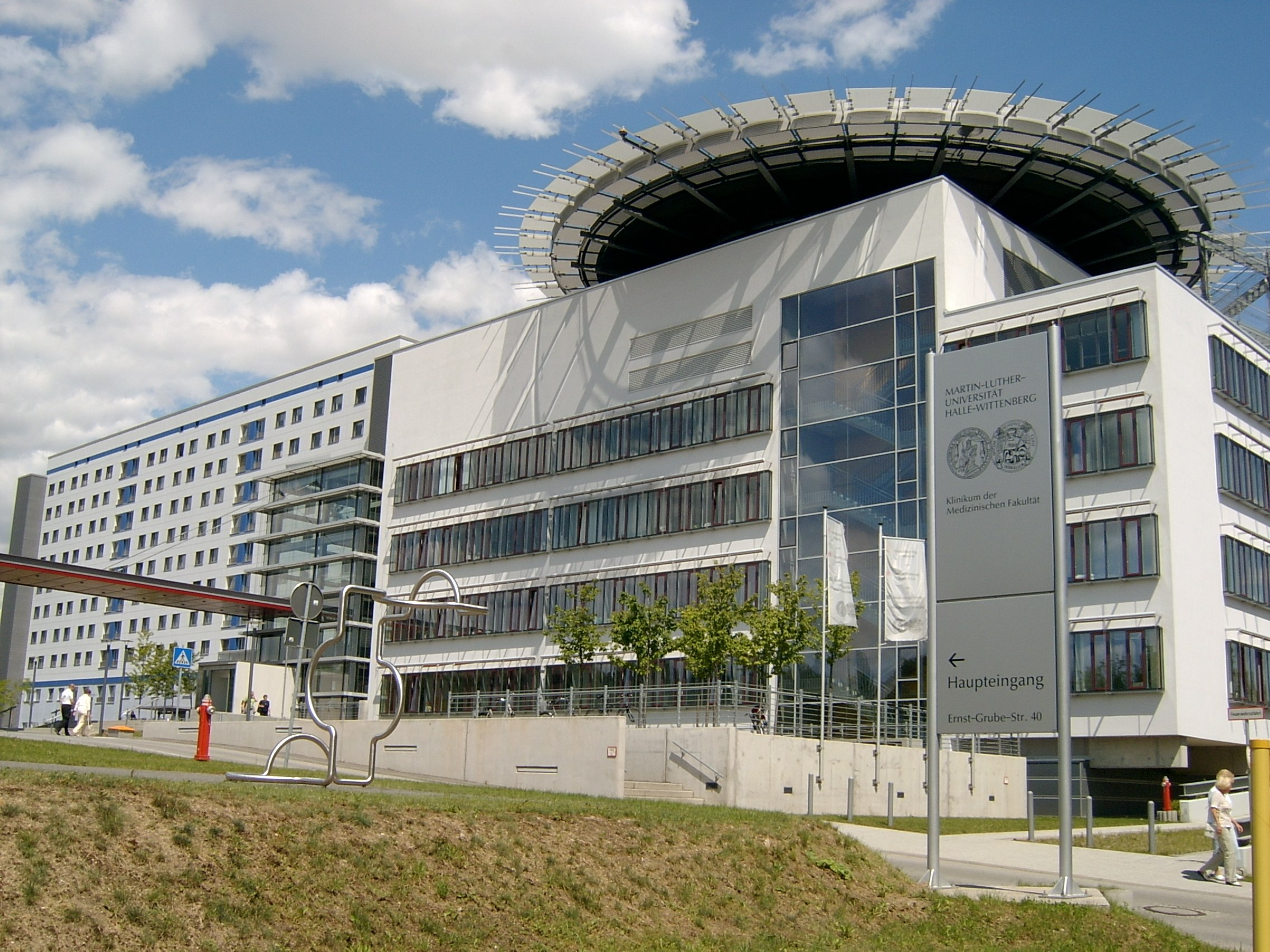
Hospital Universitario, Halle.

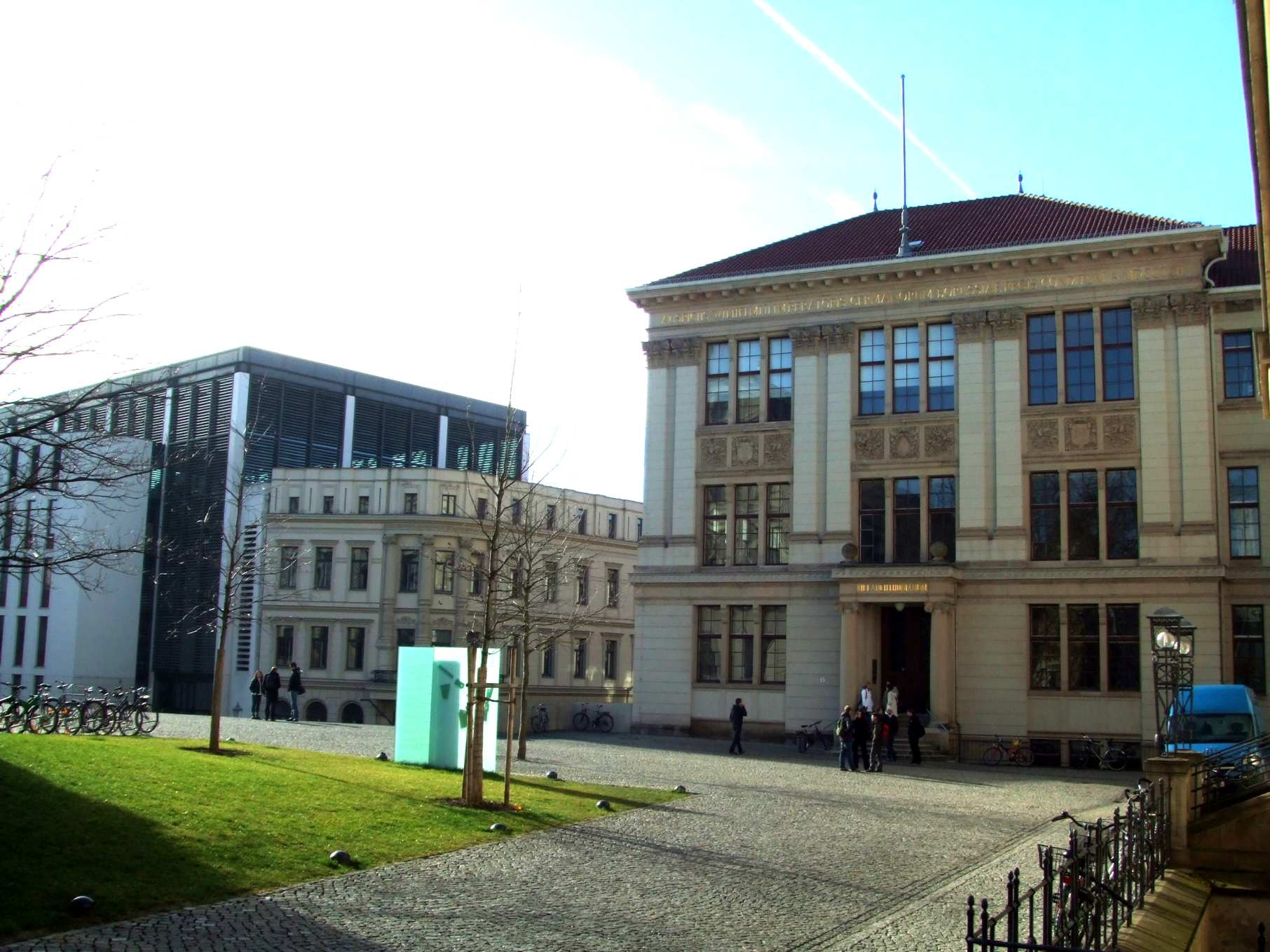
Melanchthoneanum (a la derecha) y Facultad de Derecho (a la izquierda).

Dada la historia y reputación de la Universidad Martin Luther de Halle-Wittenberg, numerosas personalidades notables asistieron a la institución, tales como los premios Nobel Emil Adolf von Behring, Gustav Ludwig Hertz, Hermann Staudinger y Karl Ziegler, así como Anton Wilhelm Amo (el primer africano subsahariano de color que asistió a una universidad europea), Dorothea Erxleben (la primera mujer médico de Alemania), Henry Melchior Muhlenberg, el Patriarca de la Iglesia Luterana de América, y su hijo, Frederick Muhlenberg (el primer Portavoz del Congreso de los Estados Unidos de los Estados Unidos), Hans Dietrich Genscher (ministro de Asuntos Exteriores y Vicecanciller), y: 
- A: Thomas Abbt, Otto Ferdinand von Abensberg und Traun, Hermann Abert, Erasmus Alberus, Anton Wilhelm Amo, Nicolaus von Amsdorf, Abraham Angermannus, Johann Arndt, Ludwig Achim von Arnim, Gottfried Arnold, Gustav Aschaffenburg, Matthäus Aurogallus,

- B: Johann Bachstrom, Ernst Gottfried Baldinger, Caspar Bartholin the Elder, Anton de Bary, Karl Adolph von Basedow, Emil Adolf von Behring, August Immanuel Bekker, Gottfried Bernhardy, Julius Bernstein, Willibald Beyschlag, Jan Blahoslav, Friedrich Blass, Philipp August Böckh, Julius Oscar Brefeld, Barthold Heinrich Brockes, Heinrich Brandt, Theodor Brugsch, Giordano Bruno, Ernest I, Duke of Brunswick-Lüneburg, Johann Franz Buddeus, Johann Christian Buxbaum,

- C: Joachim Camerarius, Johann Heinrich Callenberg, Georg Cantor, Martin Chemnitz, Hermann Cohen, Alexander Conze, Valerius Cordus, Caspar Cruciger the Younger, Caspar Cruciger the Elder, Johann Crüger,

- D: Friedrich Christoph Dahlmann, Daniel Dahm, Richard Walther Darré, Friedrich Dedekind, Christoph Demantius, Gábor Döbrentei, Johan Gabriel Doppelmayr, Friedrich Ernst Dorn, Ernst Dümmler, Maximilian Wolfgang Duncker, Kurt Diebner,

- E: Johann August Eberhard, Martin Eichler, Johann Sigismund Elsholtz, Karl Elze, Francisco de Enzinas, Johann Eduard Erdmann, Johann August Ernesti, Johann Samuel Ersch, Dorothea Erxleben,

- F: Justus Falckner, Georg Forster, August Hermann Francke, Georg Franck von Franckenau, Bengt Gottfried Forselius, Christopher Marlowe's Doctor Fausto (de ficción),

- G: Nicolaus Gallus, Hans Dietrich Genscher, Scipione Gentili, Johann Gerhard, Wilhelm Gesenius, Heinrich Ernst Ferdinand Guericke, Albrecht Giese, Johann Wilhelm Ludwig Gleim, Rudolph Goclenius, Johann Nikolaus Götz, Alfred Carl Graefe, Friedrich Albrecht Carl Gren, Johann Jakob Griesbach, Julius Waldemar Grosse, Johann Gottfried Gruber, Gottlieb Sigmund Gruner, Jan Gruter, Simon Grynaeus, Erich Gutenberg,

- H: Johann Habermann, Monika Harms, Horatio Balch Hackett, Rudolf Haym, Rudolf Heidenhain, Hermann Theodor Hettner, Friedrich Heinrich von der Hagen, Patrick Hamilton (mártir), Georg Frideric Handel, William Shakespeare’s Hamlet (de ficción), Gottlieb Christoph Harless, Christian August Hausen, Sven Hedin, Christian Friedrich Henrici, Gustav Ludwig Hertz, Christian Gottlob Heyne, Adolf Bernhard Christoph Hilgenfeld, Ferdinand Hitzig, Erich Hoffmann, Anton Ludwig Ernst Horn, Eugen Huber, Gottlieb Hufeland, Gustav Hugo, Nicolaus Hunnius, Hermann Hupfeld, John Fletcher Hurst, Edmund Husserl, Leonhard Hutter,

- I: Karl Leberecht Immermann, Nitobe Inazō,

- J: Friedrich Ludwig Jahn, Ludwig Heinrich von Jakob, Jeremiah Jenks, Jan Jesenius,

- K: Saul Isaac Kaempf, Andreas Karlstadt, Karl Wilhelm Gottlob Kastner, Bartholomäus Keckermann, Petrus Kenicius, Karl-Hermann Knoblauch,

- L: Heinrich Laube, Johann Gottlob Lehmann, Heinrich Leo, Edwin Linkomies, Christian Lobeck, Otto Heinrich von Löben, Johann Carl Gottfried Loewe, Valentin Ernst Löscher, Karl August Lossen, Gottfried Christian Friedrich Lücke, Martin Luther, Cyprián Karásek Lvovický of Lvovice,

- M: Lucas Maius, Johann Friedrich Meckel, Johann David Michaelis, Gustav Mie, Friedrich de la Motte Fouqué, Friedrich Mohs, Joachim Mrugowsky, Julius Müller, Lucian Müller, Frederick Muhlenberg, Henry Muhlenberg,

- N: Johann August Nauck, August Neander, Michael Neander, Felix von Niemeyer, Benedikt Niese, Karl Immanuel Nitzsch,

- O: Adam Gottlob Oehlenschläger,

- P: Peter Simon Pallas, Simon Patten, Christiaan Hendrik Persoon, Jöran Persson, Olaus Petri, Caspar Peucer, Julius Plücker, August Pott, Johannes Praetorius, Edmond de Pressensé, Robert Prutz,

- Q: Johannes Andreas Quenstedt,

- R: Karl Wilhelm Ramler, Werner Rauh, Friedrich Ludwig Georg von Raumer, Ernst Raupach, Hermann Samuel Reimarus, Erasmus Reinhold, Johann Jakob Reiske, Julius Reubke, Edouard Guillaume Eugène Reuss, Peter Riedel, Eduard Karl August Riehm, Albrecht Ritschl, Lars Roberg, Johann Karl Friedrich Rosenkranz, David Ruhnken,

- S: Friedrich Carl von Savigny, Nikolaus Selnecker, Johann Salomo Semler, Daniel Sennert, Philip Schaff, Max Scheler, Valentin Schindler, Diederich Franz Leonhard von Schlechtendal, Friedrich Daniel Ernst Schleiermacher, August Ludwig von Schlözer, Franz Hermann Schulze-Delitzsch, Max Schultze, Karl Schwarz, Veit Ludwig von Seckendorff, George Spalatin, Philipp Jakob Spener, Oswald Spengler, Walther Spielmeyer, Curt Polycarp Joachim Sprengel, Georg Ernst Stahl, Hermann Staudinger, Henrik Steffens, Martin Stephan, Rudolf Ewald Stier, Count Friedrich Leopold zu Stolberg, Johann Friedrich Struensee, Aleksandras Stulginskis, Carl Stumpf,

- T: Friedrich Tholuck, Christian Thomasius, Ludwig Tieck, Jiří Třanovský, Daniel Gottlob Türk,

- U: Hermann Ulrici, Dimitri Uznadze,

- V: Karl August Varnhagen von Ense, Abraham Vater, Daniel Vorländer, Hugo Marie de Vries,

- W: Wilhelm Eduard Weber, Julius Wegscheider, Hermann Welcker, Julius Wellhausen, Joachim Westphal (de Hamburgo), Carl Ludwig Willdenow, Johann Joachim Winckelmann, Friedrich August Wolf, Christian Wolff (filósofo), F. C. D. Wyneken,

- Z: Paul Zarifopol, Karl Ziegler, Nicolaus Ludwig Zinzendorf, Max Zorn, Leopold Zunz.